# Pseudoinverze matice
Pseudoinverzní matice nebo též zobecněná inverze se používá ke zobecnění pojmu inverzní matice v případech, kdy matice {\displaystyle \mathbf {A} } je čtvercová singulární, nebo obdélníková, tedy v případech, kdy klasická inverze neexistuje. Pojem inverze lze zobecnit mnoha různými způsoby. V praxi se nejčastěji setkáme s tzv. Mooreovou–Penroseovou pseudoinverzí, kterou poprvé zavedli Moore (1920) a Penrose (1931) a obvykle se značí {\displaystyle \mathbf {A} ^{+}}.

## Mooreova–Penroseova pseudoinverze

### Definice
Mooreovou–Penroseovou pseudoinverzí matice {\displaystyle \mathbf {A} } nazveme matici, která je jednoznačným řešením soustavy čtyř (nelineárních) rovnic
(1) {\displaystyle \mathbf {A} \mathbf {X} \mathbf {A} =\mathbf {A} ,}
(2) {\displaystyle \mathbf {X} \mathbf {A} \mathbf {X} =\mathbf {X} ,}
(3) {\displaystyle (\mathbf {A} \mathbf {X} )^{T}=\mathbf {A} \mathbf {X} ,}
(4) {\displaystyle (\mathbf {X} \mathbf {A} )^{T}=\mathbf {X} \mathbf {A} ,}
tzv. Mooreových–Penroseových podmínek. Mooreovu–Penroseovu pseudoinverzi značíme {\displaystyle \mathbf {A} ^{+}}. (Všimněme si, že pro čtvercovou regulární matici a její inverzi jsou všechny podmínky splněny triviálně.)

### Výpočet, alternativní definice
Nechť {\displaystyle \mathbf {A} \in \mathbb {R} ^{m\times n}}, {\displaystyle \mathrm {rank} (\mathbf {A} )=r}. Uvažujme singulární rozklad
{\displaystyle \mathbf {A} =\mathbf {U} \mathbf {\Sigma } \mathbf {V} ^{T}=[\mathbf {U} _{r}|\mathbf {U} _{0}]\left[{\begin{array}{c|c}\mathbf {\Sigma } _{r}&0\\\hline 0&0\end{array}}\right][\mathbf {V} _{r}|\mathbf {V} _{0}]^{T}=\mathbf {U} _{r}\mathbf {\Sigma } _{r}\mathbf {V} _{r}^{T},}
kde
{\displaystyle \mathbf {U} ^{-1}=\mathbf {U} ^{T},\;\mathbf {V} ^{-1}=\mathbf {V} ^{T},\;\mathbf {\Sigma } _{r}=\mathrm {diag} (\sigma _{1},\ldots ,\sigma _{r}),\;\sigma _{1}\geq \ldots \geq \sigma _{r}>0,}
pak
{\displaystyle \mathbf {A} ^{+}=\mathbf {V} _{r}\mathbf {\Sigma } _{r}^{-1}\mathbf {U} _{r}^{T}.}
Snadno ověříme, že takto zvolená matice splňuje všechny čtyři podmínky.

### Vlastnosti
Chápeme-li původní matici jako lineární zobrazení {\displaystyle \mathbb {R} ^{n}\longrightarrow \mathbb {R} ^{m}} a provedeme-li jeho restrikci na {\displaystyle [{\mathcal {N}}(\mathbf {A} )]^{\perp }\equiv {\mathcal {R}}(\mathbf {V} _{r})\longrightarrow {\mathcal {R}}(\mathbf {A} )\equiv {\mathcal {R}}(\mathbf {U} _{r})}, kde je bijektivní, pak Mooreova–Penroseova pseudoinverze reprezentuje jeho inverzi.
Má-li matice {\displaystyle \mathbf {A} } lineárně nezávislé sloupce, pak {\displaystyle \mathbf {A} ^{T}\mathbf {A} } je regulární a
{\displaystyle \mathbf {A} ^{+}=(\mathbf {A} ^{T}\mathbf {A} )^{-1}\mathbf {A} ^{T},}
má-li naopak lineárně nezávislé řádky, pak {\displaystyle \mathbf {A} \mathbf {A} ^{T}} je regulární a
{\displaystyle \mathbf {A} ^{+}=\mathbf {A} ^{T}(\mathbf {A} \mathbf {A} ^{T})^{-1}.}
Zřejmě, je-li matice regulární (speciálně má lineárně nezávislé řádky i sloupce), pak
{\displaystyle \mathbf {A} ^{+}=\mathbf {A} ^{-1}.}

### Využití
Uvažujme lineární aproximační problém
{\displaystyle \mathbf {A} \mathbf {X} \approx \mathbf {B} ,\qquad {\text{kde}}\qquad \mathbf {A} \in \mathbb {R} ^{m\times n},\;\mathrm {rank} (\mathbf {A} )=r,\;\mathbf {X} \in \mathbb {R} ^{n\times d},\;\mathbf {B} \in \mathbb {R} ^{m\times d},}
pak
{\displaystyle \mathbf {X} _{LS}\equiv \mathbf {A} ^{+}\mathbf {B} }
je řešení ve smyslu nejmenších čtverců, má-li matice {\displaystyle \mathbf {A} } lineárně závislé sloupce, pak je to navíc řešení minimální v normě. Tedy,
{\displaystyle \min _{\mathbf {X} }\|\mathbf {B} -\mathbf {A} \mathbf {X} \|_{F}=\|\mathbf {B} -\mathbf {A} \mathbf {X} _{LS}\|_{F},}
navíc {\displaystyle \mathbf {X} _{LS}} má minimální normu mezi všemi {\displaystyle \mathbf {X} }, které výraz vlevo minimalizují.

## Další zobecněné inverze odvozené od Mooreových–Penroseových podmínek
Uvažujme Mooreovy–Penroseovy podmínky očíslované tak jak je uvedeno výše. Pro zobecnění pojmu inverzní matice není nezbytně nutné vyžadovat splnění všech čtyř podmínek. Následující zobecněné inverze jsou pojmenované a označené podle toho, které z podmínek splňují:
- (1)-inverze, značíme {\displaystyle \mathbf {A} ^{(1)}},
- (1,2)-inverze, značíme {\displaystyle \mathbf {A} ^{(1,2)}},
- (1,2,3)-inverze, značíme {\displaystyle \mathbf {A} ^{(1,2,3)}},
- (1,2,4)-inverze, značíme {\displaystyle \mathbf {A} ^{(1,2,4)}},
- (1,2,3,4)-inverze, značíme {\displaystyle \mathbf {A} ^{(1,2,3,4)}\equiv \mathbf {A} ^{+}}.

Uvažujeme-li shora uvedený singulární rozklad matice {\displaystyle \mathbf {A} }, pak platí
{\displaystyle \mathbf {A} ^{(1)}=[\mathbf {V} _{r}|\mathbf {V} _{0}]\left[{\begin{array}{c|c}\mathbf {\Sigma } _{r}^{-1}&\mathbf {K} \\\hline \mathbf {L} &\mathbf {M} \end{array}}\right][\mathbf {U} _{r}|\mathbf {U} _{0}]^{T},}
pro libovolné matice {\displaystyle \mathbf {K} \in \mathbb {R} ^{r\times (m-r)}}, {\displaystyle \mathbf {L} \in \mathbb {R} ^{(n-r)\times r}}, {\displaystyle \mathbf {M} \in \mathbb {R} ^{(n-r)\times (m-r)}}.
(1,2)-inverze je taková (1)-inverze, pro kterou platí {\displaystyle \mathbf {M} =\mathbf {L} \mathbf {\Sigma } \mathbf {K} }.
{\displaystyle \mathbf {A} ^{(1,2)}=[\mathbf {V} _{r}|\mathbf {V} _{0}]\left[{\begin{array}{c|c}\mathbf {\Sigma } _{r}^{-1}&\mathbf {K} \\\hline \mathbf {L} &\mathbf {L} \mathbf {\Sigma } \mathbf {K} \end{array}}\right][\mathbf {U} _{r}|\mathbf {U} _{0}]^{T},}
(1,2,3)-inverze je taková (1,2)-inverze, pro kterou {\displaystyle \mathbf {K} =0}, tedy
{\displaystyle \mathbf {A} ^{(1,2,3)}=[\mathbf {V} _{r}|\mathbf {V} _{0}]\left[{\begin{array}{c|c}\mathbf {\Sigma } _{r}^{-1}&0\\\hline \mathbf {L} &0\end{array}}\right][\mathbf {U} _{r}|\mathbf {U} _{0}]^{T}.}
(1,2,4)-inverze je taková (1,2)-inverze, pro kterou {\displaystyle \mathbf {L} =0}, tedy
{\displaystyle \mathbf {A} ^{(1,2,3)}=[\mathbf {V} _{r}|\mathbf {V} _{0}]\left[{\begin{array}{c|c}\mathbf {\Sigma } _{r}^{-1}&\mathbf {K} \\\hline 0&0\end{array}}\right][\mathbf {U} _{r}|\mathbf {U} _{0}]^{T}.}
(1,2,3,4)-inverze je výše zmíněná Mooreova–Penroseova pseudoinverze.
V obecném případě je zřejmě (1,2,3,4)-inverze jediná zobecněná inverze z výše uvedených, která je dána jednoznačně.

## Drazinova, grupová a spektrální zobecněná inverze
Je-li navíc matice {\displaystyle \mathbf {A} \in \mathbb {R} ^{n\times n}} čtvercová (singulární), lze zobecnit i další vztahy, které klasická inverze přirozeně splňuje, například
(1k) {\displaystyle \mathbf {A} ^{k}\mathbf {X} \mathbf {A} =\mathbf {A} ^{k},}
(5)   {\displaystyle \mathbf {A} \mathbf {X} =\mathbf {X} \mathbf {A} ,}
(5k) {\displaystyle \mathbf {A} ^{k}\mathbf {X} =\mathbf {X} \mathbf {A} ^{k},}
(6k) {\displaystyle \mathbf {A} \mathbf {X} ^{k}=\mathbf {X} ^{k}\mathbf {A} .}

### Drazinova inverze
Zobecněná inverzní matice, dle předchozí konvence (1k,2,5)-inverze, je tzv. Drazinova inverze. Podmínky (1k), (2) a (5) jsou ekvivalentní podmínkám
{\displaystyle \mathbf {A} ^{k+1}\mathbf {X} =\mathbf {A} ^{k},\quad \mathbf {A} \mathbf {X} =\mathbf {X} \mathbf {A} ,\quad \mathbf {A} \mathbf {X} ^{2}=\mathbf {X} .}

### Grupová inverze
Drazinova inverze pro {\displaystyle k=1}, tedy (1,2,5)-inverze, se nazývá grupová inverze a značí se {\displaystyle \mathbf {A} ^{\#}}.

### Spektrální inverze
Je-li čtvercová singulární matice {\displaystyle \mathbf {A} } diagonalizovatelná, tj. {\displaystyle \mathbf {A} =\mathbf {P} \mathbf {\Lambda } \mathbf {P} ^{-1}}, kde {\displaystyle \mathbf {\Lambda } =\mathrm {diag} (\lambda _{1},\ldots ,\lambda _{r},0,\ldots ,0)} je diagonální s vlastními čísly na diagonále. Zobecněnou inverzi můžeme definovat pomocí vztahu
{\displaystyle \mathbf {X} =\mathbf {P} \mathbf {\Lambda } ^{+}\mathbf {P} ^{-1},\qquad {\text{kde}}\qquad \mathbf {\Lambda } ^{+}=\mathrm {diag} \left({\frac {1}{\lambda _{1}}},\ldots {\frac {1}{\lambda _{r}}},0,\ldots ,0\right).}
Tato inverze zřejmě splňuje podmínky (1), (2), (5), je tedy grupovou inverzí, a nazývá se spektrální inverze.
Je-li navíc matice {\displaystyle \mathbf {A} } normální, tj. {\displaystyle \mathbf {A} ^{T}\mathbf {A} =\mathbf {A} \mathbf {A} ^{T}}, {\displaystyle \mathbf {P} ^{-1}=\mathbf {P} ^{T}} pak její spektrální inverze a Mooreova–Penroseova pseudoinverze splývají.